# 위림프절
위림프절(gastric lymph nodes)은 위의 림프를 들이는 림프절로, 위쪽과 아래쪽의 두 부분으로 이루어져 있다.
- 위위림프절(superior gastric lymph nodes, 라틴어: lymphoglandulæ gastricæ superiores)은 왼위동맥을 동반하며 다시 세 그룹으로 나누어진다.
  - 위쪽: 왼위동맥의 줄기에 위치한다.
  - 아래쪽: 왼위동맥의 내림가지를 동반하며, 작은그물막의 두 층 사이에서 위의 작은굽이 들문쪽 절반을 따라 존재한다.
  - 심장 주위에서 바깥쪽에 위치하는 위림프절은 위에서 림프를 들여 대동맥앞림프절로 보낸다.
- 아래위림프절(inferior gastric lymph nodes, 라틴어: lymphoglandulæ gastricæ inferiores; right gastroepiploic lymph nodes)은 4개에서 7개가 존재한다. 큰그물막의 두 층 사이에 위치하며 위의 큰굽이 날문쪽 절반을 따라 존재한다.

## 추가 이미지

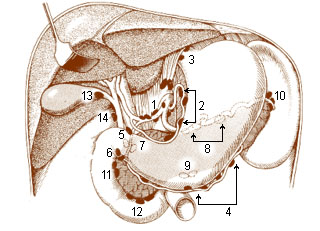
복강의 림프절

## 참고 문헌
이 문서는 현재 퍼블릭 도메인에 속하는 그레이 해부학 제20판(1918) page 706의 내용을 기초로 작성된 글이 포함되어 있습니다.